# Пашканіс Микола Олександрович
Микола Олександрович Пашканіс (23 травня 1923, Мироновка — 10 травня 1978) — український радянський живописець; член Спілки радянських художників України з 1967 року.

## Біографія
Народився 23 травня 1923 року в селі Мироновці (нині Пітерський район Саратовської області, Росія). Брав участь у німецько-радянській війні. 1953 року закінчив Харківське державне художнє училище, де навчався у Леоніда Шматька, О. Чернової.
Мешкав у Запоріжжі в будинку на проспекті Леніна, № 234, квартира № 24. Помер 10 травня 1978 року.

## Творчість
Працював у галузі станкового живопису, переважно у жанрі пейзажу. Серед робіт:
- «Осінь в горах» (1960);
- «Осінь» (1963);
- «Північний кордон» (1967);
- «Північ» (1969);
- «Осінь в Карпатах» (1969);
- «Селище біля Білого моря» (1975, Запорізький обласний художній музей);
- «Біля селища рибалок» (1975, Запорізький обласний художній музей),
- «Сушіння сітей»;
- «Каховське море»;
- «Осінній ліс» (1977, Запорізький обласний художній музей).

Брав участь у республіканських виставках з 1960 року, всесоюзних — з 1968 року.